# Multiplo di zecchino
Il multiplo di zecchino è una tipologia di monete di ostentazione coniate nella Repubblica di Venezia tra il XVII e il XVIII secolo dal valore multiplo dello zecchino e dal disegno analogo. I valori emessi erano compresi tra il multiplo da 2 zecchini e il multiplo da 105 zecchini.

## Storia

### Lo zecchino di doppio peso
Di fatto le prime monete multiple dello zecchino sono i cosiddetti zecchini di doppio peso, delle prove coniate dalla zecca di Venezia caratterizzate dall'avere diametro (21 mm) e disegno simili rispetto a un normale zecchino, ma peso doppio. Queste particolari monete erano coniate in numero molto limitato e venivano presentate al doge e ai provveditori della zecca per la loro approvazione. Il primo documento che parla di questa tipologia di moneta di prova risale al dogado di Leonardo Loredan ed è datato 18 gennaio 1502, ma esemplari di queste monete non sono mai stati rinvenuti. Questa tipologia di moneta fu coniata alternativamente da molti dei dogi fino a Ludovico Manin, ultimo doge della Repubblica di Venezia.
Sempre nell'ambito delle prove di zecca figura una moneta da due zecchini coniata durante il dogado di Alvise I Mocenigo conservata al museo Bottacin di Padova che differisce rispetto allo zecchino da doppio peso in quanto di diametro pari a 29 mm. Riguardo al disegno le scritte del dritto e del rovescio sono concentriche e in esergo presenta con il numero romano II l'indicazione del valore. L'autorizzazione alla coniazione di questa moneta è contenuta in documento della zecca del 2 settembre 1575 in cui si autorizzava la coniazione del pezzo da quattro zecchini.

### Lo zecchino d'argento
Il vero e proprio precursore del multiplo di zecchino è lo zecchino d'argento, i cui coni sono gli stessi impiegati per la battitura dei primi multipli. Gli zecchini d'argento erano caratterizzati da un grande modulo e da un disegno simile a quello dei normali zecchini, trattandosi però di monete inadatte alla circolazione e coniate in numero limitato, non sono presenti documenti di zecca che ne certifichino l'emissione. La moneta più antica di questa tipologia è un zecchino d'argento coniato durante il dogado di Leonardo Donà che riporta le lettere zps, iniziali di Zan Piero Sagredo, massaro all'argento e all'oro tra il 1606 e il 1607, con un diametro di 44 mm e un peso di circa 45 g e con un disegno simile allo zecchino sul rovescio e alla giustina al dritto. Esistono anche le frazioni da ½ e ¼ di zecchino d'argento.

### I multipli di zecchino
Il primo multiplo di zecchino d'oro è subito successivo allo zecchino d'argento e fu coniato con lo stesso conio dello zecchino d'argento durante il dogado di Leonardo Donà, con un diametro di 42 mm e un peso di 52,15 g aveva un valore pari a 15 zecchini. I multipli furono battuti fino alla caduta della Serenissima con valori compresi tra il multiplo da 2 zecchini e il multiplo da 105 zecchini.

## Descrizione
L'elenco dei multipli di zecchino coniati dalla zecca di Venezia:
- Multiplo da 2 zecchini: moneta dal peso nominale di 7,0 g coniata da Antonio Priuli (diametro 28 mm),[4] Nicolò Contarini (diametro 24 mm),[5] Giovanni II Corner (diametro 24 mm),[6]
- Multiplo da 3 zecchini: moneta dal peso nominale di 10,5 g coniata Nicolò Contarini (diametro 29 mm),[5] Carlo Ruzzini,[7]
- Multiplo da 4 zecchini: moneta dal peso nominale di 14,0 g coniata da Alvise III Mocenigo (diametro 36 mm),[8] Paolo Renier (diametro 45 mm) [9]
- Multiplo da 5 zecchini: moneta dal peso nominale di 17,5 g coniata da Antonio Priuli (diametro 25 mm),[4] Nicolò Contarini (diametro 38 mm)[10] , Ludovico Manin (diametro 25 mm).[11]
- Multiplo da 6 zecchini: moneta dal peso nominale di 21,0 g coniata da Francesco Morosini (diametro 40 mm),[12] Ludovico Manin (diametro 48 mm).[11]
- Multiplo da 7 zecchini: moneta dal peso nominale di 24,5 g coniata da Francesco Molin (diametro 45 mm)[13]
- Multiplo da 8 zecchini: moneta dal peso nominale di 28,0 g coniata da Francesco Morosini (diametro 40 mm),[12] Giovanni II Corner (diametro 49 mm),[6] Alvise IV Mocenigo (diametro 50 mm),[14] Paolo Renier (diametro 49 mm),[15] Ludovico Manin (diametro 50 mm).[11]
- Multiplo da 9 zecchini: moneta dal peso nominale di 31,5 g coniata da Ludovico Manin (diametro 50 mm).[11]
- Multiplo da 10 zecchini: moneta dal peso nominale di 35,0 g coniata da Nicolò Contarini (diametro 38 mm),[10] Francesco Molin (diametro 45 mm),[13] Francesco Morosini (diametro 41 mm),[12] Silvestro Valier (diametro 48 mm),[16] Alvise II Mocenigo (diametro 46 mm),[17] Giovanni II Corner (diametro 50 mm),[6] Alvise III Mocenigo (diametro 48 mm),[8] Carlo Ruzzini (diametro 50 mm),[7] Alvise Pisani (diametro 50 mm),[18] Pietro Grimani (diametro 49 mm),[19] Alvise IV Mocenigo (diametro 50 mm),[14] Paolo Renier (diametro 50 mm),[15] Ludovico Manin (diametro 50 mm)[11]
- Multiplo da 12 zecchini: moneta dal peso nominale di 42,0 g coniata da Francesco Molin (diametro 44 mm),[13] Silvestro Valier (diametro 48 mm),[16] Giovanni II Corner (diametro 50 mm),[6] Alvise IV Mocenigo (diametro 50 mm)[14]
- Multiplo da 15 zecchini: moneta dal peso nominale di 52,5 g coniata da Leonardo Donà (diametro 42 mm),[20] Nicolò Contarini (diametro 38 mm),[10] Silvestro Valier (diametro 38 mm),[21] Giovanni II Corner (diametro 49 mm),[6] Pietro Grimani (diametro 49 mm),[19]
- Multiplo da 16 zecchini: moneta dal peso nominale di 56,0 g coniata da Giovanni II Corner (diametro 49 mm),[6]
- Multiplo da 18 zecchini: moneta dal peso nominale di 63,0 g coniata da Alvise IV Mocenigo (diametro 51 mm),[14] Paolo Renier,[15]
- Multiplo da 20 zecchini: moneta dal peso nominale di 70,0 g coniata da Nicolò Contarini (diametro 47 mm),[10] Francesco Molin (diametro 46 mm),[13] Giovanni II Corner (diametro 50 mm),[6] Alvise IV Mocenigo (diametro 50 mm)[14]
- Multiplo da 24 zecchini: moneta dal peso nominale di 84,0 g coniata da Paolo Renier,[15]
- Multiplo da 25 zecchini: moneta dal peso nominale di 87,5 g coniata da Giovanni II Corner (diametro 52 mm),[6] Pietro Grimani (diametro 49 mm),[19] Alvise IV Mocenigo (diametro 51 mm)[14]
- Multiplo da 28 zecchini: moneta dal peso nominale di 98,0 g coniata da Pietro Grimani (diametro 50 mm),[19]
- Multiplo da 30 zecchini: moneta dal peso nominale di 105,0 g coniata da Alvise Pisani (diametro 50 mm),[18] Alvise IV Mocenigo (diametro 51 mm),[14]
- Multiplo da 33 zecchini: moneta dal peso nominale di 115,5 g coniata da Giovanni II Corner (diametro 50 mm),[6]
- Multiplo da 36 zecchini: moneta dal peso nominale di 126,0 g coniata da Giovanni II Corner (diametro 50 mm),[22]
- Multiplo da 40 zecchini: moneta dal peso nominale di 140,0 g coniata da Alvise Pisani (diametro 50 mm),[18] Paolo Renier,[15]
- Multiplo da 50 zecchini: moneta dal peso nominale di 175,0 g coniata da Alvise III Mocenigo (diametro 50 mm),[8] Pietro Grimani (diametro 50 mm),[19] Alvise IV Mocenigo (diametro 51 mm),[14] Ludovico Manin[11]
- Multiplo da 55 zecchini: moneta dal peso nominale di 192,5 g coniata da Paolo Renier (diametro 76 mm),[15]
- Multiplo da 100 zecchini: moneta dal peso nominale di 350,0 g coniata da Alvise IV Mocenigo (diametro 76 mm)[23]
- Multiplo da 105 zecchini: moneta dal peso nominale di 367,5 g coniata da Ludovico Manin  (diametro 79 mm)[11]